# Questo sporco mondo meraviglioso
Questo sporco mondo meraviglioso è un film del 1971 diretto da Mino Loy e Luigi Scattini.

## Censura
Come esito della prima revisione del 24 marzo 1971, il film ricevette il parere contrario alla sua proiezione in pubblico, con la motivazione: "data l'evidente oscenità di un cospicuo numero di episodi [...] episodi questi che si ritengono parte significativa nel contesto e nella finalità del film".
La Commissione di Revisione, per poter esprimere il parere favorevole alla proiezione, propose e ottenne la rimozione di 7 episodi:
1. La vita dei due ermafroditi;
2. Lo spogliarello in un locale di Copenaghen;
3. Il modello negro fotografato in una località americana;
4. L'amore di gruppo in Danimarca;
5. La sequenze dei bambini ciechi che carezzano i corpi ignudi di un uomo e una donna;
6. Bagni nella piscina nel contesto della psicoterapia di gruppo;
7. I baci libidinosi di una donna ed un uomo in cui la donna mostra la lingua vibrante.

Con la rimozione di tali scene, più diversi fotogrammi di nudi espliciti, per un totale di 335 metri di pellicola, il film riceve l'autorizzazione alla proiezione pubblica, limitata ai maggiori degli anni 18.
La versione integrale di 90 minuti è disponibile su internet nell'edizione in lingua tedesca dal titolo Mondo Perverso - Diese wundervolle und kaputte Welt.

## Critica
(Piero Perona)
(l'Unità)